# 天主教奧韋里總教區
天主教奧韋里總教區（拉丁語：Archidioecesis Overriensis）是尼日利亞一個羅馬天主教教省總教區，下轄五個教區。該總教區是該國九個總教區之一。
1948年4月16日自奧尼查-奧韋里代牧區分出，成為奧韋里代牧區。1950年4月18日升為教區。1994年3月26日升為總教區。
2004年有教友670,986人（佔轄區總人口66.7%）、八十九個堂區、236名司鐸。現任總主教為安多尼·J·V·奧比納，輔理主教為梅瑟·奇奎。